# Ai Phoenix
Ai Phoenix ist eine Rockband aus Bergen (Norwegen), die im Herbst des Jahres 1997 gegründet wurde.

## Geschichte
Das Trio bestand zuerst aus den Musikern Robert Jønnum, Patrick Lundberg und Mona Mørk. Um live spielen zu können, kamen noch die Musiker Bosse Litsheim und Espen Mellingen hinzu. Heute besteht die Band nur noch aus Bosse Litsheim, Patrick Lundberg und Mona Mørk.

## Diskografie
Alben
- 1997: Film
- 2000: Happy to Get Her (10″)
- 2000: The Driver Is Dead
- 2001: St. Thomas vs. Ai Phoenix (7″)
- 2002: Lean That Way Forever
- 2003: I’ve Been Gone – Letter One
- 2007: The Light Shines Almost All the Way
- 2014: Hey Now / Being Here Is Everything